# ConSozial

Logo der ConSozial

Die ConSozial ist die größte Fachmesse mit Kongress für die Sozialwirtschaft im deutschsprachigen Raum.
Die Veranstaltung findet jährlich im Herbst in Nürnberg statt.
Die jährlich über 5000 Besucher der ConSozial sind v. a. Führungs- und Fachkräfte aus sozialen Einrichtungen und Verbänden sowie Sozialverwaltungen, Lehrende aus dem Bereich der sozialen Berufe, Sozialwissenschaftler sowie Studierende.
Die wichtigsten Teilbereiche der ConSozial sind:
- Kongress mit über 70 Plenums- und Fachvorträgen, Best-Practice-Präsentationen und Workshops
- Fachmesse mit Produkten und Dienstleistungen für soziale Organisationen (Fachliteratur, Software, Beratung etc.), Info-Ständen sozialer Einrichtungen und Verbände
- Forum Bildung mit Fortbildungsangeboten für Sozialberufe
- Job-Infobörse mit Tipps zum Berufseinstieg und zur beruflichen Weiterentwicklung
- Verleihung der ConSozial-Preise für Management und Wissenschaft
- Verleihung des Sozialen Innovationspreises (seit 2021)
- KITA-Kongress der ConSozial.

Veranstalter der ConSozial ist das Bayerische Staatsministerium für Familie, Arbeit und Soziales.
Ideelle Träger sind die Spitzenverbände der Wohlfahrtsverbände im Freistaat sowie die Bundesarbeitsgemeinschaft der freien Wohlfahrtspflege.
Das Organisationsteam wird gebildet aus dem Landes-Caritasverband Bayern und der NürnbergMesse GmbH.